# Acaill
Acaill o Oileán Acla (en anglès Achill) és una illa d'Irlanda, al comtat de Mayo, a la província de Connacht. Té 148 quilòmetres quadrats i és la més gran de les illes del país.
Està unida per mitjà d'un pont giratori amb l'illa d'Irlanda, el pont Michael Davitt, entre les viles de Gob an Choire i Poll Raithní (Polranny). El primer pont fou completat el 1887, fou substituït per una altra estructura en 1949 i posteriorment pel pont actual que fou acabat en 2008. Altres centres de població són les viles de Keel, Dooagh, Bun an Churraigh, Dún Ibhir, Dumha Éige i Dugort. A Poll Raithní hi ha la parròquia, el camp de futbol gaèlic i dues escoles secundàries.
Un dels seus principals atractius és el poble abandonat de Slievemore: un assentament d'almenys 100 construccions tradicionals de pedra, que es remunta al període anglonormand i que va romandre habitat fins a principis del segle xx. La població d'Acaill era de 2.700 habitants en 2006.

## Història
Es creu que al final del Neolític (al voltant de l'any 4000aC.), l'illa tenia una població d'entre 500 i 1.000 habitants. Una troballa d'aquells anys és el crannóg vora Dookinella. La majoria de l'illa la formaven boscos, fins que la gent del Neolític van començar a realitzar cultius. L'assentament es va incrementar en l'edat del ferro, i l'esplai de petits forts al llarg de les seves costes indica la naturalesa bel·licosa dels habitants d'aleshores.
Als segles xvii i xviii va haver-hi molta migració des d'Acaill fins a altres parts d'Irlanda, sobretot a l'Ulster, a causa de l'agitació política i religiosa de l'època. Durant un temps van conviure dos dialectes del gaèlic irlandès a l'illa, la qual cosa va fer que moltes de les seves poblacions figuressin en el registre de 1824 amb dos noms diferents, i que alguns mapes donessin diferents noms als mateixos llocs. Avui dia romanen moltes escletxes del dialecte de l'Ulster en la parla local. Abans de la Gran Fam Irlandesa la població arribà als 6.000 habitants.

## Personatges
- Thomas Patten va morir a la guerra civil espanyola lluitant contra els feixistes.
- Els escriptors Heinrich Böll i Graham Greene visitaren l'illa.

## Literatura
- Heinrich Böll: Irisches Tagebuch, Berlin 1957
- Kingston, Bob: The Deserted Village at Slievemore, Castlebar 1990
- McDonald, Theresa: Achill: 5000 B.C. to 1900 A.D. Archeology History Folklore, I.A.S. Publications [1992]
- Meehan, Rosa: The Story of Mayo, Castlebar 2003
- Carney, James: The Playboy & the Yellow lady, 1986 POOLBEG[1]
- Hugo Hamilton: The Island of Talking,[2] 2007